# 乙淑島
乙淑島（ウルスクト、朝鮮語: 을숙도、英語: Eulsukdo）は釜山広域市沙下区下端洞にある洛東江の中州。1978年2月15日に金海郡から釜山に編入され、1983年12月15日に沙下区が新設されたことに伴い北区大渚2洞（現在は江西区に属す）から沙下区下端洞に編入された。

## 施設
乙淑島は大韓民国指定天然記念物第179号の「洛東江下流の渡り鳥飛来地」に含まれているため、保全のため島全域が渡り鳥公園に指定されており、建物もあまり建てられていない。建物は洛東南路の北側（日雄島）に集中している。一方、南側にも島の管理や体験学習のための洛東江河口エコセンターが2007年6月に開館している。
- 洛東江河口エコセンター
- 洛東江生態探訪船 乙淑島船着場
- 乙淑島文化会館
- 洛東江文化館
- 釜山現代美術館

## 交通
島の中央部よりやや北を洛東南路が貫いており、徒歩・自家用車・バスでアクセス可能。最寄駅は釜山交通公社1号線下端駅（徒歩約30分）。
島の南部を自動車専用道路の乙淑島大橋が通過しているが、乙淑島と直接繋がる出入口はない。